# Les Jours des Tourbine
Pour plus de détails, voir Fiche technique et Distribution.
Les Jours des Tourbine (titre original russe : Дни турбиных, Dni Turbinykh) est un téléfilm soviétique réalisé par Vladimir Bassov en 1976. Il est adapté du roman La Garde blanche de Mikhaïl Boulgakov,,.

## Synopsis
L'histoire se déroule à Kiev en hiver 1918-1919. Le régime de hetmanat Skoropadsky est remplacé par le directoire d'Ukraine. Puis, c'est Symon Petlioura qui arrive au pouvoir avant d'être chassé par les bolcheviks. Le colonel Aleksei Tourbine et son frère junker Nikolaï restent fidèles au mouvement des blancs et sont prêts à le défendre au péril de leur vie. Le mari de leur sœur Elena, Vladimir Talberg, abandonne lâchement la maison et la famille pour partir avec les allemands qui quittent la ville. Trois amis des Tourbine, les officiers Leonid Chervinski, Viktor Mychlaïevski et Alexandre Stoudzinski leur rendent visite. En leur compagnie la famille s'apprête à fêter le Nouvel an. À ce moment arrive un jeune homme Lariossik, un cousin qui vient chercher refuge chez eux. Ensuite, Aleksei et Nikolaï Tourbine rejoignent leur unité. Dans l'affrontement avec les troupes de l'Armée populaire ukrainienne de Petlioura, Aleksei périt alors que Nikolai, gravement blessé, est ramené chez lui par Mychlaïevski. L'avenir des autres Tourbine réunis dans l'appartement familial et de leurs amis reste incertain.

## Fiche technique
- Titre : Les Jours des Tourbine
- Titre original : Дни турбиных (Dni Turbinykh)
- Réalisation : Vladimir Bassov
- Scénario : Vladimir Bassov
- Photographie : Ilia Minkovetski, Leonid Kraïnenkov
- Direction artistique : Aleksei Parkhomenko
- Costumes : Olga Kruchinina
- Musique : Veniamine Basner
- Chef orchestre : Emin Khatchatourian, Youri Nikolaïevski
- Son :  Evgueni Fiodorov
- Montage : Liudmila Badorina
- Sociétié de production : Mosfilm
- Pays de production :  Union soviétique
- Format : Color-Mono
- Genre : Drame de guerre
- Durée : 223 minutes
- Date de sortie : 1er novembre 1976
- Langue : russe

## Distribution
- Andreï Miagkov : Alekseï Tourbine
- Andreï Rostotski : Nikolaï Tourbine
- Valentina Titova : Elena Tourbine,
- Oleg Bassilachvili : Vladimir Talberg, mari d'Elena
- Vassili Lanovoï :  Leonid Chervinski, soupirant d’Elena, lieutenant de la Garde
- Vladimir Bassov : Viktor Mychlaïevski
- Piotr Chtcherbakov : Alexandre Stoudzinski
- Sergueï Ivanov : Lariossik, cousin des Tourbine qui vient chercher refuge chez eux
- Viktor Chekmariov : Vassili Lissovitch
- Margarita Krinitsyna : Vanda, femme de Lissovitch
- Vladimir Samoïlov : Pavlo Skoropadsky
- Gleb Strizhenov : général von Schratt
- Vadim Gratchiov : Von Dust
- Nikolaï Smortchkov : officier
- Fiodor Nikitine : Maksim
- Ivan Ryjov : Fedor, le valet
- Dmitri Orlovski : facteur
- Borislav Brondoukov : passant
- Igor Beziaïev : Kopylov